# 397

## Esdeveniments
- Peloponés (Grècia): El general romà Estilicó expulsa els visigots d'Alaric I de la península.
- Mauritània: El comes Gildó es rebel·la contra Honori, a favor d'Arcadi. Estilicó es trasllada a l'Àfrica per sufocar l'alçament.
- Constantinoble: Sant Joan Crisòstom és nomenat patriarca de la ciutat a la mort del seu predecessor Nectari.
- Girona (Tarraconense): Es crea el bisbat de la ciutat.
- Hipona (Numídia): Sant Agustí comença a escriure les Confessions.
- Cartago: El papa Sirici I hi convoca el tercer concili amb la finalitat de formar el Cànon del Nou Testament.

## Necrològiques
- 4 d'abril - Milà (Itàlia): Sant Ambròs, bisbe de la ciutat, doctor de l'Església.[1]
- 27 de setembre - Constantinoble: Nectari, patriarca de la ciutat.
- 8 de novembre - Candes (Gàl·lia): Sant Martí, bisbe de Tours.